# Herniaria cachemiriana
Herniaria cachemiriana är en nejlikväxtart som beskrevs av Jacques Étienne Gay. Herniaria cachemiriana ingår i släktet knytlingar, och familjen nejlikväxter. Utöver nominatformen finns också underarten H. c. hispida.